# Luká
Luká (deutsch Luk) ist eine Gemeinde in Tschechien. Sie liegt 23 Kilometer nordwestlich des Stadtzentrums von Olomouc und gehört zum Okres Olomouc.

## Geographie
Luká befindet sich im Norden des Drahaner Berglandes am westlichen Hang der Kamenice (523 m). In Luká entspringen zwei Flüsse, die nach Nordwesten fließende Javoříčka und die Sumice, deren Lauf in entgegengesetzte Richtung führt.
Nachbarorte sind Ješov und Slavětín im Norden, Savín und Loučka im Nordosten, Bílsko und Vilémov im Osten, Polomí im Süden, Hvozd im Südwesten, Vojtěchov im Westen sowie Březina und Veselíčko im Nordwesten.

## Geschichte
Die erste urkundliche Erwähnung des Dorfes Louka erfolgte 1349 in der mährischen Landtafel, als der Vladike Artleb von Stařechovice den Ort an Zbyňec von Schwabenitz verkaufte. Dieser überließ Louka noch im selben Jahre erblich an seinen Bruder Adam von Konitz. Die Familien von Konitz besaß Luká bis zum Jahre 1365. Zu dieser Zeit wurde der Ort als Städtchen bezeichnet und besaß eine Pfarrkirche.
Nachfolgend wechselten die Besitzer des Ortes in rascher Folge. In der Mitte des 15. Jahrhunderts gehörte der größte Anteil von Luká zur Herrschaft Laškov und war im Besitz von Beneš von Ludéřov und Laškov.
Nachdem Havel Chudobín z Bařic 1510 den Ort erworben hatte, schloss er ihn an seine Herrschaft Krakovec an.
1768 kaufte der k.k. Minister, Geheime Rat und Ritter des Ordens vom Goldenen Vlies, Emanuel Tellez de Menezes e Castro, Herzog von Sylva und Graf von Tarouca die Herrschaft Krakovec. August von Sylva-Tarouca, der 1846 die Herrschaft antrat, war ein Förderer der Malerei. Ihn verband eine Freundschaft mit dem Maler Josef Mánes. Seit 1850 gehörte Louka zum Bezirk Litovel. 1880 wurde der Name des Dorfes in Luka geändert und ab 1910 heißt es Luká.
Am 5. Mai 1945 wurde der Ort Javoříčko durch die SS niedergebrannt und 38 Männer erschossen.
Nach der Auflösung des Okres Litovel kam der Ort 1961 zum Okres Olomouc. Im selben Jahre erfolgte die Eingemeindung der beiden Gemeinden Střemeníčko (mit Javoříčko) und Březina (mit Veselíčko). 1980 wurde Ješov, das zuvor zur Slavětín gehört hatte, nach Luká umgemeindet.

## Gemeindegliederung
Die Gemeinde Luká besteht aus den Ortsteilen Březina (Birken), Javoříčko (Jaworitsch), Ješov (Jeschau), Luká (Luk), Střemeníčko (Stremenitsch) und Veselíčko (Klein Wessel), die zugleich auch Katastralbezirke bilden.

## Sehenswürdigkeiten
- Javoříčská jeskyně, Tropfsteinhöhle, bei Březina
- Zkamenělý zámek mit Ruine der Burg Špránek bei Březina
- Denkmal des Sieges, errichtet an der Stelle des von der SS niedergebrannten Dorfes Javoříčko
- Kirche in Luká
- Kapellen in Veselíčko, Březina und Střemeníčko